# Zapalovač (vojenství)
Zapalovač ve vojenském smyslu představuje zařízení, které přivádí střelu (např. dělostřeleckou střelu, leteckou pumu, hlavici rakety) v požadovaném místě k výbuchu.

## Dělení podle funkce
- časovací – k výbuchu dojde až po předem nastaveném čase
- dvojité – mohou fungovat jako nárazové i jako časovací
- nárazové
  - okamžité
  - zpožďovací
- nekontaktní (bezdotykové) – využívají např. funkci laserového paprsku

## Dělení podle principu činnosti
- elektronické
- chemické
- mechanické
- optické
- piezoelektrické
- pyrotechnické